# Avanti la vie
"Avanti la vie" ("Avante a Vida") foi a canção que representou a Bélgica no Festival Eurovisão da Canção 1984, interpretada em francês , com algumas palavras em italiano por Jacques Zegers . A canção tinha letra de Jacques Zegres, música de Henrique Seroka e foi orquestrada pelo maestro Jo Carlier.
A canção belga foi a oitava a ser interpretada na noite do festival, a seguir à canção cipriota "Anna Maria Lena" , interpretada por Andy Paul e antes da canção irlandesa "Terminal 3" , interpretada por Linda Martin. Concluída a votação, a canção belga  teve um total de 70 pontos e classificou-se em 5.º lugar, entre 19 países participantes. 